# 贝基尔·巴卢库
贝基尔·巴卢库（1917年2月14日—1975年11月5日），阿尔巴尼亚政治家、军事领导人，阿尔巴尼亚前国防部长。1956年，巴卢库协助霍查在阿尔巴尼亚共产党内进行清洗，曾于1958年、1963年、1964年、1967年、1968年、1972年六次率团访问中国，多次与中国共产党高层领导人会面。1974年，巴卢库与许多其他阿尔巴尼亚政府成员被霍查指控试图发动政变，次年被处决。

## 生平
1917年，出生于地拉那。1942年，入党。1943年，被捕，出狱后组织游击队，历任民族解放军旅政委、旅长，统辖三个旅的联合作战司令部司令。1945年，历任人民军第一军副军长、第二军军政委、总司令部后勤部政委、总司令部参谋长。1948年，阿共一大，为中央政治局委员。1954年，获上将军衔，任部长会议第一副主席兼国防部部长。1966年，任国防部部长。1974年，阿共六届五中全会，被指控进行反党活动，解除职务，开除出党。1975年，被处决。